# Clarke County (Georgia)
Clarke County is een county in de Amerikaanse staat Georgia.
De county heeft een landoppervlakte van 313 km² en telt 101.489 inwoners (volkstelling 2000). De hoofdplaats is Athens.